# Aquita
Aquita is een geslacht van vlinders uit de familie visstaartjes (Nolidae).
De typesoort van het geslacht is Aquita horridella Walker, 1863 (= Aquita tactalis Walker, 1863)

## Synoniemen
- Zia Walker, 1863

## Soorten
- Aquita acontioides
- Aquita capnodes
- Aquita ectrocta
- Aquita grisea
- Aquita hemiphea
- Aquita laminata
- Aquita leucobaeta
- Aquita lunisigna
- Aquita plagiochyta
- Aquita scoparialis
- Aquita tactalis